# Grădiștea (Ilfov)
Grădiștea is een gemeente in het Roemeense district Ilfov en ligt in de regio Muntenië in het zuidoosten van Roemenië. De gemeente telt 2738 inwoners (2005).

## Geografie
De oppervlakte van Grădiștea bedraagt 29 km², de bevolkingsdichtheid is 94 inwoners per km².
De gemeente bestaat uit de volgende dorpen: Grădiștea, Sitaru.

## Politiek
De burgemeester van Grădiștea is Mihail Toma (PD).

## Geschiedenis
In 1700 werd Grădiștea officieel erkend.